# Паровозы Дэниела Гуча стандартной колеи
Находясь на посту Суперинтенданта локомотивов Большой западной железной дороги с 1837-го по 1864 год, Дэниел Гуч наряду с ширококолейными разработал и несколько типов паровозов стефенсоновской колеи.

## История
В 1854 году Большая западная железная дорога (GWR) поглотила две железные дороги стандартной колеи: железную дорогу Шрусбери и Честера и Шрусбери и Бирмигема (S&BR), из которых составился Северный отдел GWR. В связи с этим Гуч, хотя и был страстным энтузиастом брюнелевской колеи, оказался обязан проектировать и паровозы стефенсоновской колеи. Постройка паровозов для Северного отдела началась в 1858 году на специально расширенном заводе в Вулвергемптоне на Стаффорд-роуд под руководством Джозефа Армстронга, который перешёл в GWR при поглощении S&BR.
Наряду с паровозами Армстронга, паровозы стандартной колеи по проектам самого Гуча строили и в Вулвергемптоне, и на основном заводе компании в Суиндоне, и по заказу на сторонних заводах, потому что паровозостроительных мощностей компании не хватало. Влияние Армстронга во многих проектах Гуча несомненно.

## Список типов

### 57 Class
GWR 57 Class — тип из 12 товарных паровозов (№ 57-68) с осевой формулой 0-3-0, построенных в Суиндоне в 1855-56 годах. Это типичные паровозы Гуча, чрезвычайно похожие на ширококолейные Стандартные товарные, но более узкого габарита. С завода их везли в Вулвергемптон на специально построенных ширококолейных тележках. В 1873—1890 годах все паровозы этого типа прошли «обновление» в Вулвергемптоне, то есть, были выстроены заново с использованием лишь некоторых оригинальных частей. В 1890-91 годах Уильям Дин распорядился построить ещё три паровоза этого типа (№ 316-8). Почти все паровозы работали в Северном отделе дороги, последний был списан в 1927 году. №№ 60 и 67 в 1876/7—1886 годах были по распоряжению Джорджа Армстронга оснащены седельным танком.

### 69 Class

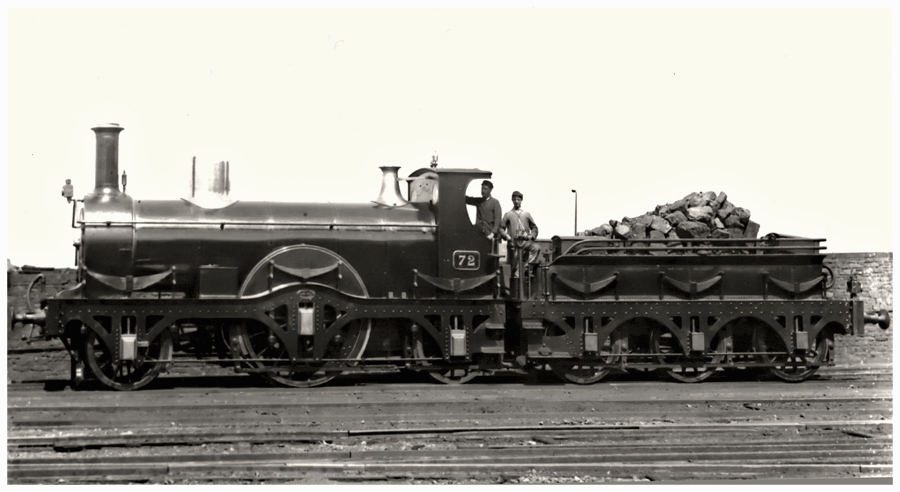
GWR 69 class № 72 образца 1887-95 гг.)

GWR 69 Class — тип из 8 пассажирских паровозов (№№ 69-76) с осевой формулой 1-1-1 для линии Вулвергемптон—Шрусбери, построенных по проекту Гуча в 1855-56 годах в Манчестере на заводе Beyer, Peacock & Co.. Четыре из них — первые паровозы, построенные фирмой «Beyer, Peacock» на новом Гортонском заводе. С 1861 года, когда совместная колея была проложена до Паддингтона, эти паровозы перевели на юг на участок Лондон—Оксфорд—Вулвергемптон. В 1872-75 годах Джордж Армстронг в Вулвергемптоне «обновил» и эти паровозы, то есть, по сути заменил их новыми. С 1880 года их оснащали кабинами, в 1887—1893 годах все паровозы, кроме № 69, получили котлы совершенно новой конструкции. В 1895-97 годах в Суиндоне Уильям Дин реконструировал их снова со сменой осевой формулы на 1-2-0 и типа  на класс «Река».

### 77 & 167 classes
Это 7 паровозов (№№. 77, 78, 167—170) 0-3-0, построенные в 1857 и 1861 годах с котлами Гуча, но в остальном спроектированные заводом-изготовителем Beyer, Peacock & Co.

### 79 Class
GWR 79 Class — тип из 24 товарных паровозов (№№ 79-90, 119—130) с осевой формулой 0-3-0, построенных в Суиндоне в 1857-м (79-90) и 1861-62 годах. Они были однотипны с 57 class, но оснащены колёсами меньшего диаметра. Эти паровозы водили чрезвычайно важные поезда с уэльским углем для трансатлантических пароходов между Понтипул-роуд и Биркенхедом. Уильям Дин обновил 13 паровозов этого типа в Суиндоне, и эти локомотивы были списаны в 1905—1918 годах. Оставшиеся 11 паровозов были переделаны Джорджем Армстронгом в паровозы с седельным танком 119 class.

### 91 Class
Два маневровых 0-2-0 паровоза с седельным танком №№ 91 и 92, постреонные в 1857 году Beyer, Peacock & Co. по собственному проекту, были предназначены для работы с углём близ Рэксема. № 91 был списан в 1877 году, а № 92 оказался долгожителем и был утилизирован только в 1942 году, проведя последние три года стационарным котлом в Веллингтоне.

### 93 Class
Два паровоза (№№ 93 и 94), построенные в 1860 году в Суиндоне, стали первыми 0-3-0 танк-паровозами GWR. В 1875 и 1877 годах прошли полное обновление в Вулвергемптоне и вошли в 1901 Class. Непосредственно перед этим паровозы находились в Честере и Вулвергемптоне соответственно.

### 131 Class
GWR 131 Class — тип из 28 паровозов с осевой формулой 0-3-0. Паровозы №№ 131-136 построены в Суиндоне в 1862 году; №№ 137—148 — в 1962-м заводом Slaughter, Grüning & Co. в Бристоле; №№ 310-319 — в 1864-65 годах в Суиндоне. На этих паровозах впервые в Суиндоне применён парораспределительный механизм Стефенсона, а не Гуча, возможно, по предложению Джозефа Армстронга. Паровозы проходили обновление в Вулвергемптоне.

### «Шарпы», или 157 Class
GWR 157 Class — тип из 10 пассажирских паровозов (№№ 157—166) с осевой формулой 1-1-1, построенных в 1862 году «по техническому заданию Гуча» фирмой Sharp, Stewart and Company, чрезвычайно похожие на GWR 69 Class. В 1879 году №№ 157, 161 и 163 были перенумерованы в 172, 173 и 174 соответственно, остальные «обновлены» в 1878-79 годах, а именно утилизированы и заменены совершенно новыми паровозами Уильяма Дина под тем же обозначением 157 Class. Первоначальные «Шарпы» работали, главным образом, с экспрессами на участке Паддингтон—Вулвергемптон.

### «Англия» или «Канцлер»
Тип из 8 паровозов (№№ 149—156) 1-2-0, построенных в 1862 году  «по чертежам GWR» фирмой George England & Co. на заводе Hatcham Ironworks (Нью-Кросс, Суррей). Работали с экспрессами в северном направлении от Вулвергемптона, «обновлены» в 1878—1883 годах.

### 320 Class
Два танк-паровоза (№№ 320 и 321) с осевой формулой 1-2-0 и водяным баком снизу внутри рамы, построенные в Суиндоне в 1864 году для подземной Metropolitan Railway в Лондоне. Это первые конденсационные паровозы стандартной колеи (конструкция конденсатора, впрочем, оказалась неудачной). В течение десяти лет оба паровоза передали в тендерные, а списали в 1881 году.

### 322 или «Байер» Class
Это тип из 30 товарных паровозов 0-3-0 манчестерского завода Beyer, Peacock & Co. Первые 20 паровозов были заказаны Гучем и построены в 1864 году (№№ 322-341); 10 дополнительных в 1866 году заказал Джозеф Армстронг (№№ 350-359), и это были последние в XIX веке паровозы GWR, построенные не самой дорогой. Изначально они, как 79 Class, работали между Понтипул-роуд и Биркенхедом. Между 1878 и 1885 годами 6 паровозов были перестроены в Вулвергемптоне в 322 с седельным танком, а остальные были списаны в 1912—1934 годах. Три паровоза (№№ 354, 355 и 388) даже превысили пробег в полтора миллиона миль.